# Євсевій Черкавський

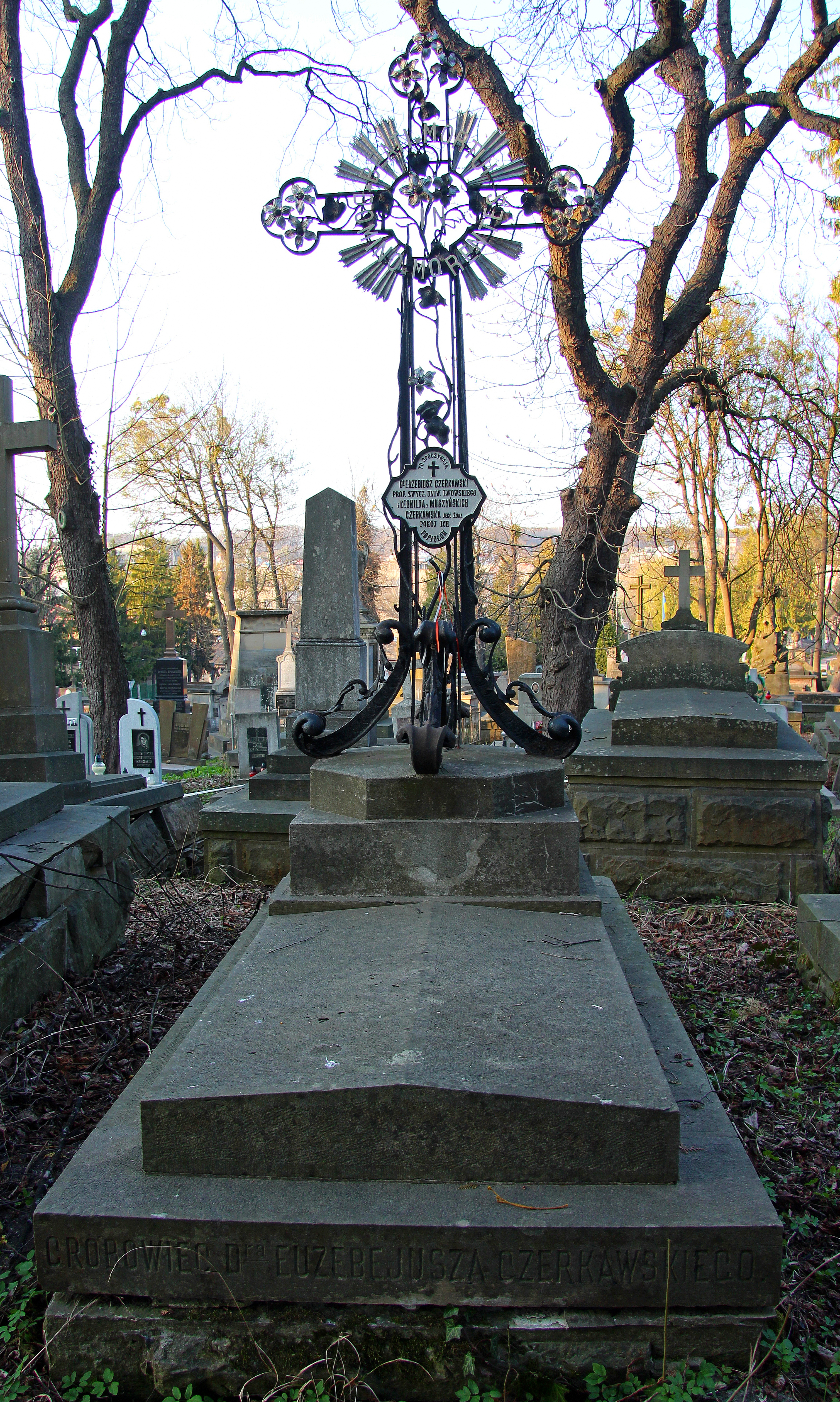

Євсе́вій Черка́вський (4 лютого 1822, Тучапи — 22 вересня 1896, Львів) — український і польський освітній та політичний діяч, ректор Львівського університету (1875—1876, 1876—1877, 1887—1888), посол-віриліст до Галицького крайового сейму і австрійського парламенту, шкільний радник.

## Життєпис

### Ранні роки
Народився в сім'ї греко-католицького священика Тимотея Черкавського (1791—1865), пароха в с. Тучапи (Яворівського повіту, тепер Городоцький район Львівської області) та його дружини Марії з Ківеровичів (доньки греко-католицького священика). Коли Євсевію було чотири роки, померла його мати.
Спочатку навчався вдома, потім закінчив школу. В 1832—1838 роках навчався у Перемишльській та Львівській академічній гімназіях. У 1838 році вступив до Львівського університету, де вивчав філософію (спочатку, обов'язковий дворічний курс для тих, хто мав намір вивчати інші предмети) і право (з 1840 року). 25 січня 1842 року отримав ступінь доктора філософії та вільних наук.

### Педагогічна діяльність
В 1843—1845 роках був ад'юнктом на філософському факультеті Львівського університету, потім учителем у м. Тарнові: спочатку в гімназії, де був віце-префектом, а потім у філософському закладі. У 1849—1850 навчальному році викладав у Львівській академічній гімназії. 1855 року призначений шкільним радником для Галичини і Буковини, від 1860 року виконував нагляд над гімназіями Західної Галичини. У 1864 році іменований інспектором для середніх шкіл в Штирії і Каринтії. У 1868 році повернувся до Львова, де в 1870 році став шкільним інспектором для першого класу. Через рік отримав призначення на посаду звичайного професора філософії Львівського університету, де працював аж до виходу на пенсію (1892). Викладав філософію, етику, психологію, педагогіку. Під час праці в університеті тричі був обраний на посаду ректора (1875—1876, 1876—1877, 1887—1888). В 1874—1890 роках, як делегат від Львова, був членом Шкільної Ради.

### Політична діяльність
У 1866 році був послом до Галицького крайового сейму як ректор Львівського університету. В 1867 році обраний послом до Галицького крайового сейму від Чортківської округи (з курії великої земельної власності), надалі обирався від Ряшівської та Львівської (двічі) округ і був послом безперервно до 1889 року. Активно працював над питанням залучення української та польської мов до навчального процесу в середніх і народних школах Галичини (положення від 1873 року). У Галицькому сеймі висунув багато пропозицій щодо шкільної освіти. У 1881 році за його внеском засновано кафедру історії Польщі у Львівському університеті. У 1869—1893 роках засідав у Райхсраті (австрійському парламенті) у Відні, спочатку як делегат Галицького сейму, а від 1873 року — як делегат від Тернополя і Бережан. У 1875 році боронив інтереси і права Шкільної ради, яка втратила право призначення директорів і професорів гімназій. Від 1888 був заступником голови фракції «Коло польське». У 1893 році з причини клопотів зі здоров'ям склав із себе мандат.
Помер у Львові 22 вересня 1896 року, похований на 68 полі Личаківського цвинтаря.

## Відзнаки
- Радник Двору (1885)
- Лицарський хрест ордена Леопольда (1892)[4].
- Лицарський хрест ордена Франца Йосифа (1859)[5].
- Почесний громадянин Львова (1885), Бережан, Тернополя, Бжеська, Калуша

## Наукові праці
- Jezyk niemiecki w gimnazjach i szkolach realnych z jezykiem wykladowym polskim i ruskim // Przewodnik Naukowy i Literacki, 1882.
- O terazniejszych pogladach naukowych na budowe spoleczenska // Przewodnik Naukowy i Literacki, 1876.
- Reforma gimnazjow // Przewodnik Naukowy i Literacki, 1882.
- Rozprawy i wnioski Komisji powolanej w 1879 roku przez galicyjska Rade Szkolna Krajowa do zbadania reformy gimnazjow // Przewodnik Naukowy i Literacki, 1882. — S. 975—1029.
- Zarys psychologii empirycznej. — Lwow 1874.